# Светлые Озёра
Све́тлые Озёра — посёлок в Брединском районе Челябинской области России. Входит в Боровское сельское поселение.

## История
В 1963 году указом Президиума Верховного Совета РСФСР посёлок Гульминский участок совхоза «Боровой» переименован в Светлые Озёра.

## Население
| 2002 | 2010 |
| ---- | ---- |
| 237  | ↘179 |